# 内藤正誠
内藤 正誠（ないとう まさのぶ）は、江戸時代後期（幕末）の大名、明治時代前期の華族。信濃国岩村田藩7代（最後の）藩主、同藩（初代かつ最後の）藩知事。岩村田藩内藤家8代。

## 生涯
弘化2年（1845年）9月10日、第6代藩主・内藤正縄の長男で岩村田藩の嫡子だった正義の長男として生まれる。父正義が家督を継ぐことなく死去したため、代わって世継となった。万延元年（1860年）閏3月25日、正縄の死去により家督を相続する。また、雁間詰めを命じられる。同年4月15日、将軍徳川家茂に拝謁する。同年12月16日、従五位下・志摩守に叙任する。文久元年（1861年）4月13日、日光祭礼奉行を命じられる。同年8月20日、奏者番に就任する。文久2年（1862年）閏8月23日、文久の改革により奏者番が廃止され、職を辞する。ちなみに、同年に老中を罷免された磐城平藩主安藤信正は正誠の母方の伯父であるが、正誠は信正の娘を正室としており、正誠の弟安藤信勇は安藤家に養子入りして最後の磐城平藩主となっている。
元治元年（1864年）2月16日、幕領である御影陣屋の警備を命じられる。同年7月28日、奏者番に再任される。慶応元年（1865年）4月13日、長州征討にともない、先鋒総督に従って出陣することを命じられる。同年8月7日、大坂警備を命じられる。慶応3年（1867年）10月29日、寺社奉行の兼任を命じられる。慶応4年（1868年）2月26日、奏者番兼寺社奉行を辞任する。
慶応4年（1868年）2月15日、病気を理由に老臣を上洛させる。同年3月5日、長く江戸に留まり、恭順という立場をはっきりしなかったことを理由に明治新政府から謹慎を命じられる。そのため、今後は新政府軍に協力し、藩兵を出すことを願い出る。以降、新政府軍に与して北越戦争などに出兵した。同年3月18日、謹慎を解かれる。同年9月14日、上洛した。同年9月16日、明治天皇に拝謁する。明治2年（1869年）6月2日、新政府から慰労金2000両を賜る。
明治2年（1869年）6月23日、版籍奉還で岩村田藩知事となる。明治4年（1871年）7月13日、廃藩置県にともない藩知事を免職された。明治10年（1877年）6月、経済的に行きづまり、身代限りとなる。同年10月、隠居し、養子の正愨に家督を譲った。明治13年（1880年）8月25日に死去した。享年36。
なお、正愨は土佐新田藩主・山内豊誠の次男で、明治17年（1884年）に子爵となった。本来なら土佐新田藩山内家の当主となるはずだったが、男子のなかった正誠の養子となり、正誠の娘・鋠と結婚して内藤家を継いだ。このため、土佐新田藩山内家の家督は豊誠の三男・豊英が継いだ。

## 系譜
父母
- 内藤正義（父）
- 力子（利幾子） - 安藤信由の次女（母）

正室
- 安藤信正の娘

子女
- 内藤鋠 - 内藤正愨の先妻

養子
- 内藤正愨 - 山内豊誠の次男